# Metal Rendez-vous
Metal Rendez-vous è il quarto album in studio della heavy metal band, Krokus, uscito nel 1980 per l'Etichetta discografica Ariola Records.

## Il disco
Marc Storace, nativo di Malta è il nuovo cantante. Con "Metal Rendez-vous" i Krokus accantonano definitivamente l'hard incerto di Painkiller a favore di un heavy-rock solido con "Heatstrokes", "Come On", "Fire" di chiara matrice AC/DC. Storace si dimostra un ottimo cantante, dotato di una voce roca e modulabile, molto vicina a quella di Bon Scott. Complessivamente tutto il gruppo appare migliorato tecnicamente così anche i brani più leggeri, come il singolo "Bedside Radio" o "Lady Double Dealer", non scivolano mai nel banale. Da segnalare inoltre la bellissima e molto intensa ballata a titolo "Streamer", nella quale Storace ci regala una delle sue migliori performance di sempre, e le particolari ed inizialmente disorientanti influenze reggae di "Tokyo Nights" che finiscono tuttavia per fare grande presa sull'ascoltatore sfociando in un riff reggae. "Metal Rendez-vous" otterrà un ottimo successo, facendo guadagnare ai Krokus un posto nella lista dei più grandi assieme a UFO, Iron Maiden, Gillan, Whitesnake e Ozzy Osbourne. Vendette infatti oltre 150 000 copie nella sola Svizzera e ottenne il quadruplo disco di platino.

## Tracce
1. Heatstrokes – 4:00
2. Bedside Radio – 3:22
3. Come On – 4:29
4. Streamer – 6:44
5. Shy Kid – 2:33
6. Tokyo Nights – 5:54
7. Lady Double Dealer – 3:13
8. Fire – 6:07
9. No Way – 4:02
10. Back-Seat Rock & Roll – 3:15

## Singoli
- Bedside Radio (b-side: Come on)
- Tokyo Nights (b-side: Heatstrokes)
- Heatstrokes (b-side: Shy Kid)

## Formazione
- Marc Storace – voce
- Fernando von Arb – chitarra ritmica, basso, tastiere
- Tommy Kiefer – chitarra solista
- Chris von Rohr – basso, tastiere
- Freddy Steady – batteria
- Jurg Naegeli – tastiere, basso